# Ars Electronica

Logo der Ars Electronica

Die Ars Electronica (lateinisch Elektronische Kunst) ist ein Festival zur Präsentation und Förderung von Kunst in enger Verbindung mit (digitaler) Technik und gesellschaftlichen Fragestellungen, das alljährlich in Linz (Oberösterreich) stattfindet. Veranstalter ist die Ars Electronica Linz GmbH, ein österreichisches Kultur-, Bildungs- und Wissenschaftsinstitut, das im Bereich der neuen Medienkunst tätig ist und 1979 in Linz gegründet wurde. Sie hat ihren Sitz im Ars Electronica Center, welches das Museum der Zukunft beherbergt, in der Stadt Linz. Im Mittelpunkt der Aktivitäten von Ars Electronica stehen die Wechselwirkungen zwischen Kunst, Technologie und Gesellschaft.

## Geschichte

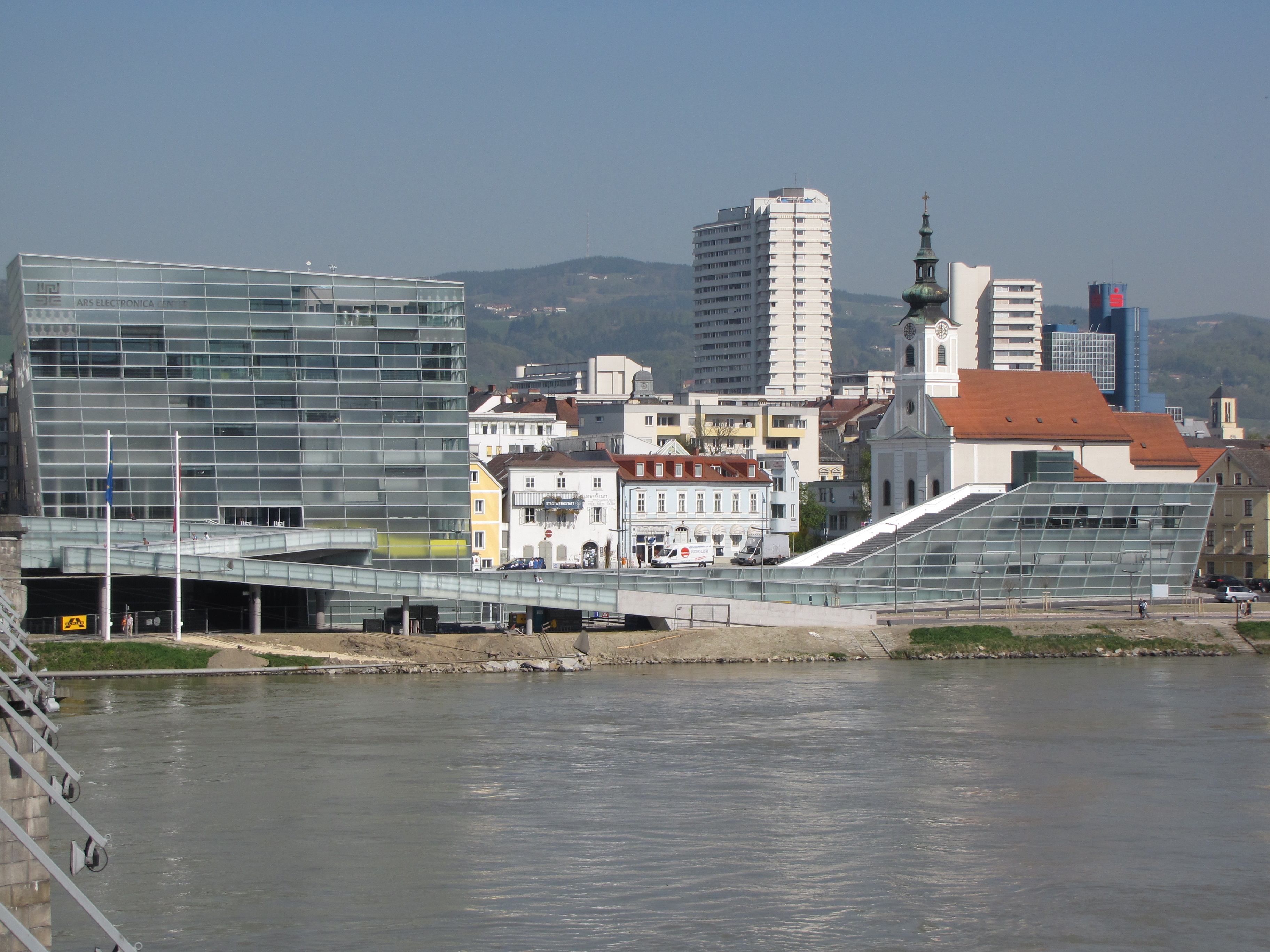
Ars Electronica Center 2009

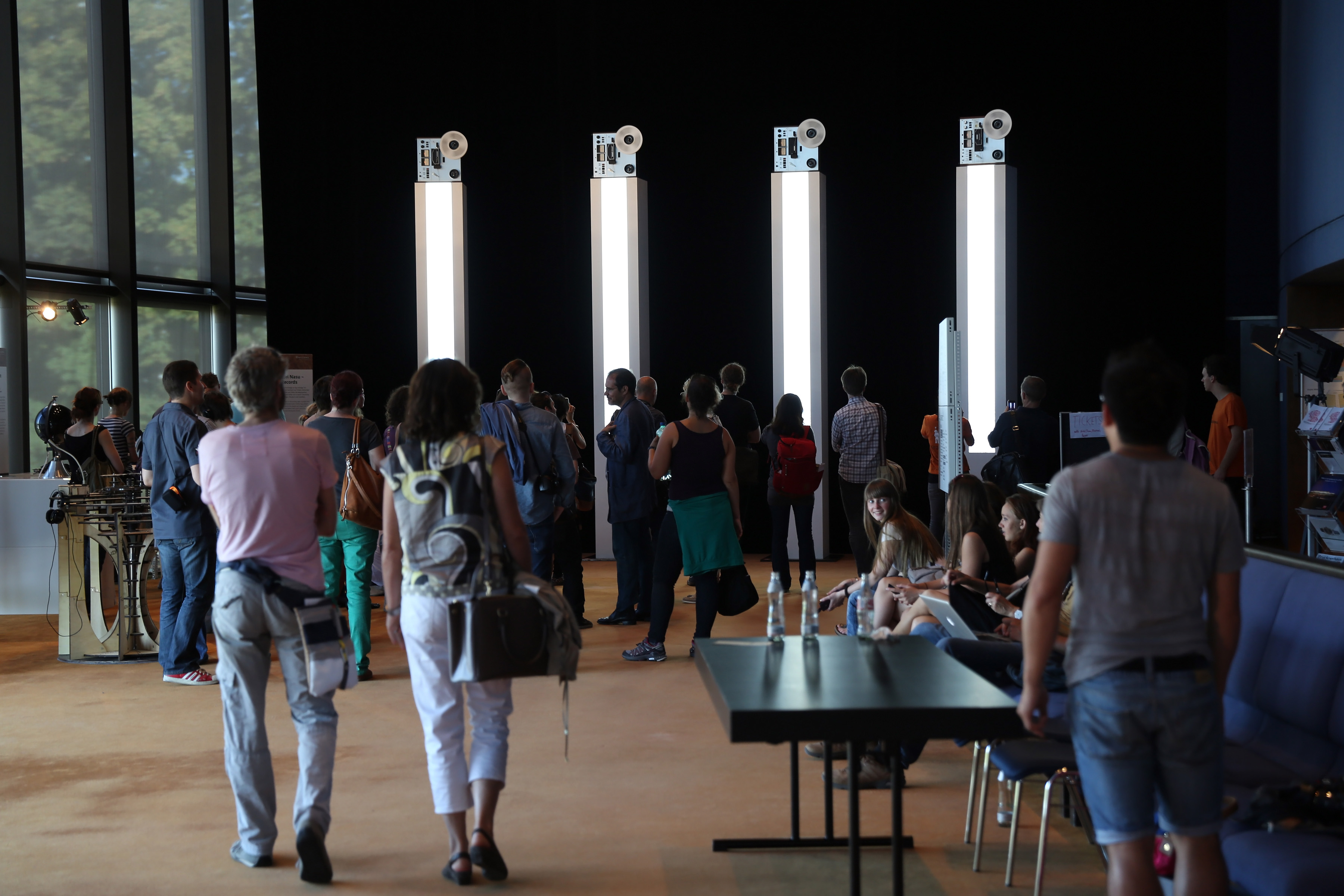
Foyer im Brucknerhaus, AE Festival 2013

Die erste Ars Electronica wurde am 18. September 1979 im Rahmen des internationalen Brucknerfestes gemeinsam mit der ersten Linzer Klangwolke und der Musik von Bruckners achter Sinfonie eröffnet. Als Projekt-Vorläufer wird manchmal das forum metall genannt. Initiatoren des Festivals waren Hannes Leopoldseder vom ORF-Oberösterreich und Horst Stadlmayr, künstlerischer Leiter des Brucknerhauses in Linz. Das Festival fand zunächst alle zwei Jahre, seit 1986 jährlich statt. Finanziert wird es von der Stadt Linz, dem Land Oberösterreich und der Republik Österreich sowie von privaten Partnern. Die Konzeption der Ars Electronica als Forum zum Austausch von Ideen und Ort der Präsentation von Projekten an der Schnittstelle von Kunst, Technologie und Gesellschaft ging auf Hannes Leopoldseder, Intendant des ORF-Landesstudios Oberösterreich, den Elektronikmusiker Hubert Bognermayr, den Musikproduzenten Ulrich Rützel und den Kybernetiker und Physiker Herbert W. Franke zurück. Weltweit war diese Veranstaltungsreihe eine der ersten, die sich mit digitaler Kunst und ihren Möglichkeiten sowie den gesellschaftlichen Auswirkungen der Digitaltechnik auseinandersetzte.

## Bestandteile der Ars Electronica

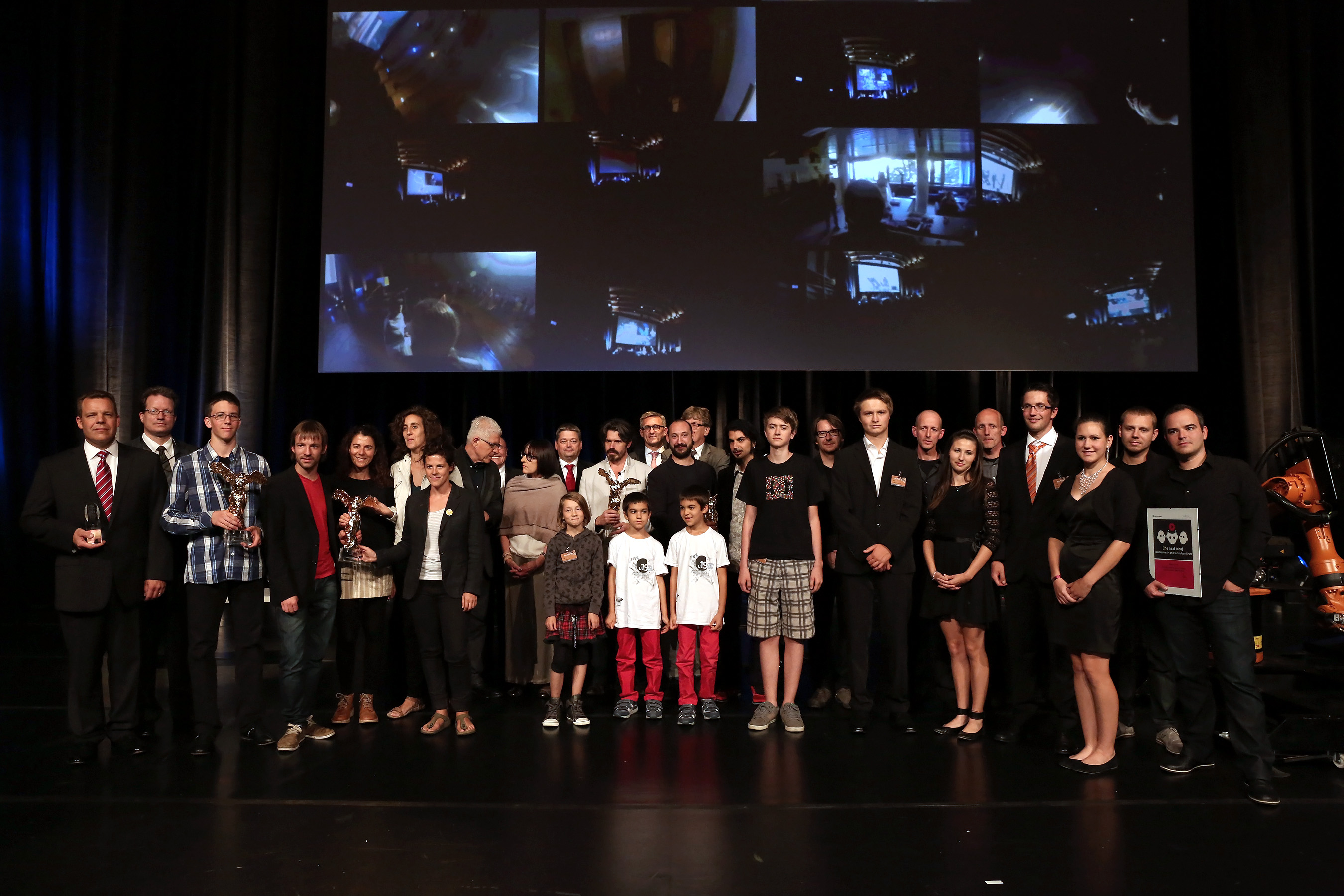
Preisträger des Prix Ars Electronica 2013

Sowohl in der realen wie auch in der virtuellen Welt umfasst die Ars Electronica folgende Teile:
- Ars Electronica Center (AEC): Das „Ars Electronica Center – Museum der Zukunft“ in Linz ist das führende Museum der digitalen Kunst und Medienkunst. Es wurde 1996 eröffnet und präsentiert dem Besucher auf 3000 m² Projekte rund um die Computerkunst und Technologie. Für das Kulturhauptstadtjahr 2009 wurde das AEC um das Doppelte nach Osten hin vergrößert.[3]
- Ars Electronica Futurelab: Das Futurelab verfolgt interdisziplinäre Forschungsprojekte im Spannungsfeld von Kunst, Technologie und Gesellschaft.
- Ars Electronica Festival: Siehe unten.
- Prix Ars Electronica: Mit dem Prix Ars Electronica, mitunter als „Oscar“ der Computerkunst bezeichnet, werden jährlich Projekte im Bereich der digitalen Kunst und Medien ausgezeichnet.[4] Die Auszeichnung erfolgt zurzeit (2013) in den folgenden Kategorien:
  - Computeranimation/Film/Visual Effects
  - Interactive Art
  - Digital Musics & Sound Art
  - Hybrid Art
  - Digital Communities
  - u19 – create your world (bis 2010 freestyle computing genannt)

Neben den Auszeichnungen des Prix Ars Electronica werden auch weitere Preise und Stipendien vergeben, aktuell sind das:
  - [the next idea] Art and Technology Grant
  - Collide@CERN
  - OHMI-Ars Electronica Prize[5]

## Festival

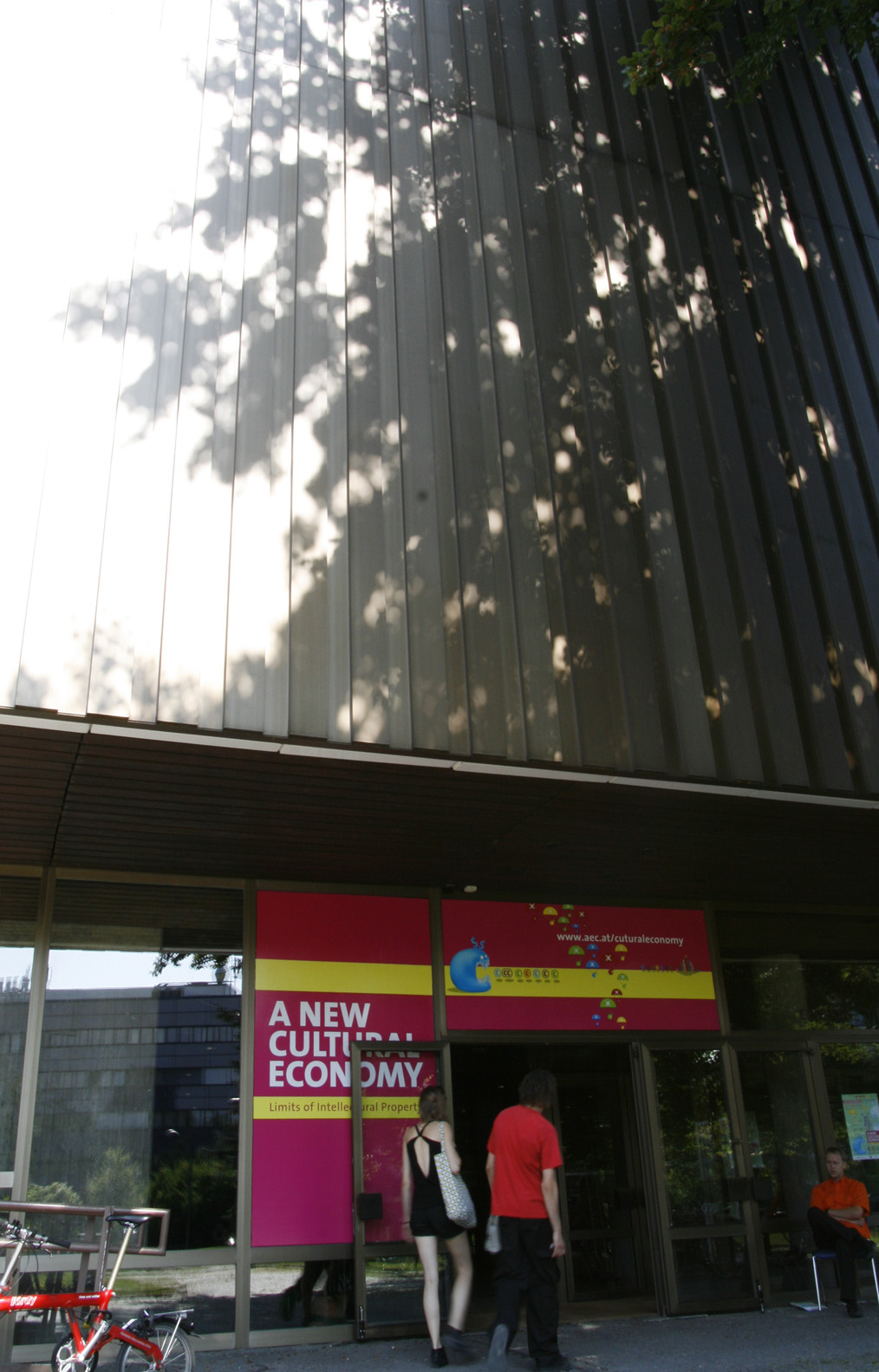
Das Brucknerhaus während des AE Festivals 2008

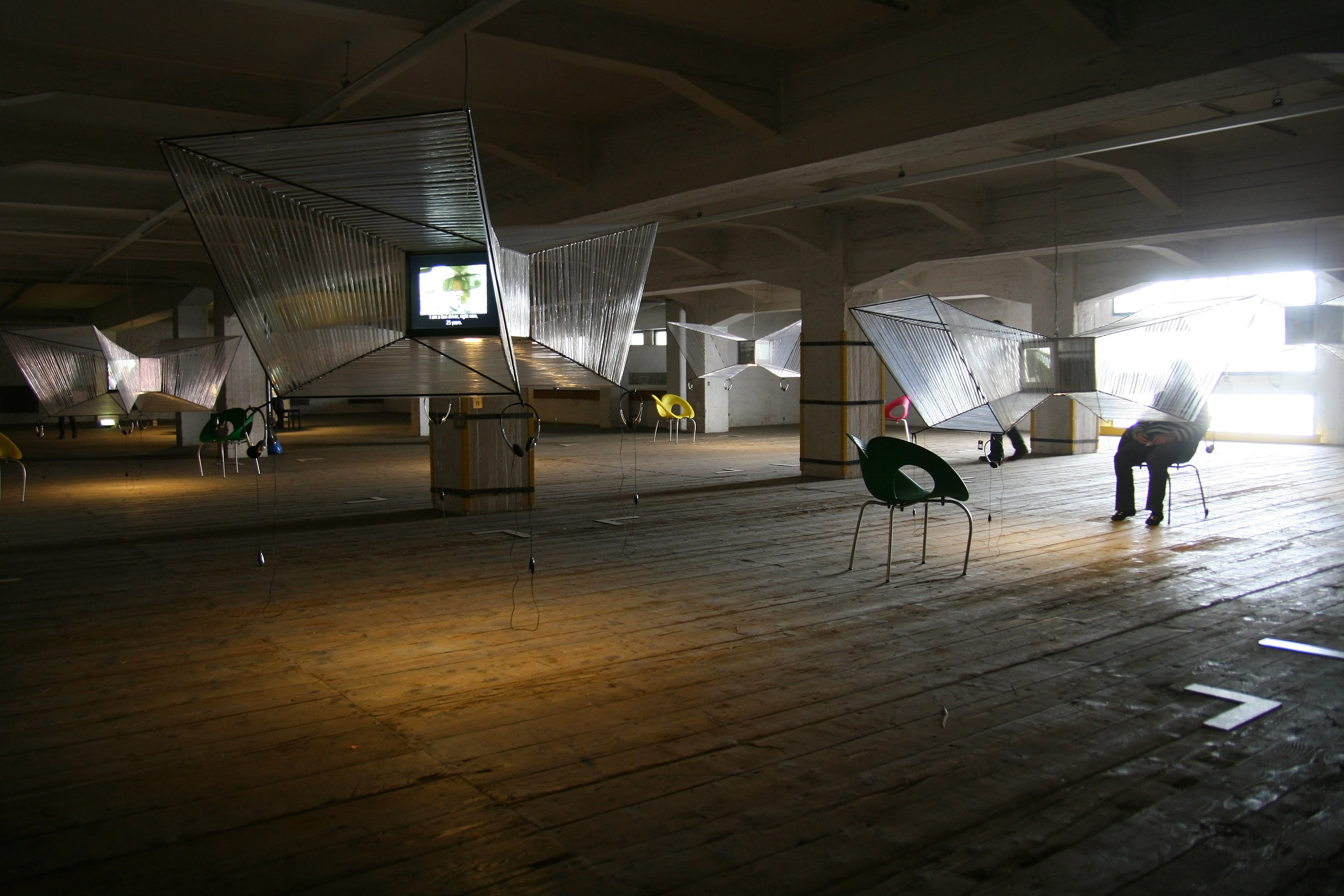
AE Festival 2010 in der Tabakfabrik

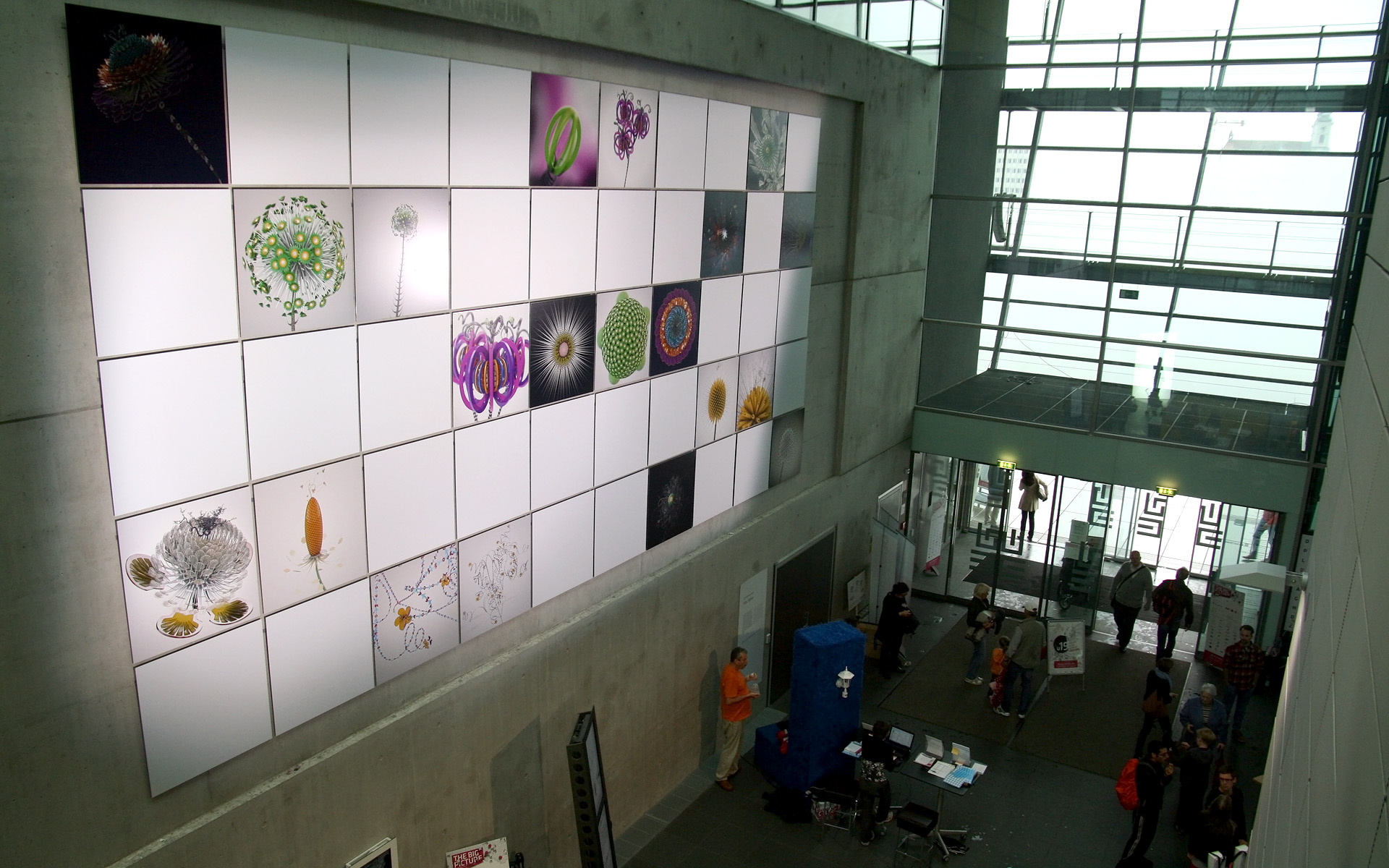
Ars Electronica Center während des Festivals 2012

Das Ars Electronica Festival als Grundstein der Ars Electronica wird seit 1979 jährlich in Linz durchgeführt, begleitet von einem großen Medienecho. Es ist das international bedeutendste Festival der digitalen Kunst, das Trends und langfristige Entwicklungen zukunftsorientiert in Form künstlerischer Werke, Diskussionsforen und wissenschaftlicher Begleitung vorstellt. Bis 1995 wurde es geleitet durch Peter Weibel, seit 1996 durch Gerfried Stocker.
Ausstellungen und Performances finden im Ars Electronica Center, im Brucknerhaus, im Lentos, in den Räumen der Universität für künstlerische und industrielle Gestaltung und an verschiedenen weiteren Orten in Linz statt. Nur 2010 wurden alle Ausstellungen, Symposien und auch die Verleihung des Prix Ars Electronica an einem Ort, den Gebäuden der ehemaligen Linzer Tabakfabrik, zusammengeführt.
Schwerpunktmäßig gibt es verschiedene Kooperationen mit Forschungseinrichtungen wie der Universität Tokio (2008), dem MIT Media Lab (2009) oder dem Japan Media Arts Festival (2009), die ihre Tätigkeit im Rahmen des Festivals präsentieren. Von der Ars Electronica geförderte Medienkunstprojekte finden regelmäßig in Zusammenarbeit mit Unternehmen und Forschungsinstitutionen wie dem CERN statt.
Während des Festivals werden neben den Ausstellungen auch Symposien zu techno-kulturellen Phänomenen und den philosophisch-theoretischen Aspekten der technologischen Entwicklung unter Beteiligung internationaler Experten durchgeführt.
Das Festival steht jedes Jahr unter einem anderen Motto:
- 1987: „Der freie Klang“
- 1988: „Kunst der Szene“
- 1989: „Im Netz der Systeme“
- 1990: „Digitale Träume, virtuelle Welten“
- 1991: „Out of Control“
- 1992: „Endo Nano“
- 1993: „Genetische Kunst, künstliches Leben“
- 1994: „Intelligente Ambiente“
- 1995: „Welcome to the Wired World“
- 1996: „Memesis“
- 1997: „Flesh-Factor“
- 1998: „Infowar“
- 1999: „Life Science“
- 2000: „Next Sex“
- 2001: „Takeover“
- 2002: „Unplugged“
- 2003: „Code – The Language of our Time“
- 2004: „Timeshift – The World in 25 Years“
- 2005: „Hybrid – Living in Paradox“
- 2006: „Simplicity – The art of complexity“
- 2007: „Goodbye Privacy“
- 2008: „A New Cultural Economy – wenn Eigentum an seine Grenzen stößt“
- 2009: „Human Nature“
- 2010: „repair – sind wir noch zu retten“
- 2011: „Origin – wie alles beginnt“
- 2012: „THE BIG PICTURE“
- 2013: „TOTAL RECALL – The Evolution of Memory“
- 2014: „C – What it takes to change“
- 2015: „POSTCITY – Lebensräume für das 21. Jahrhundert“
- 2016: „RADICAL ATOMS and the alchemists of our time“
- 2017: „Artificial Intelligence – Das andere Ich“
- 2018: „ERROR: the Art of Imperfection“
- 2019:  5.–9. September: „Out of the Box – Die Midlife-Crisis der Digitalen Revolution“[9] / Visualisierte Klangwolke am 7. September.
- 2020: „In Kepler’s Gardens - Eine globale Reise zur Vermessung der ‚neuen‘ Welt“
- 2021: „A New Digital Deal“
- 2022: „Welcome to Planet B - a different live is possible! But how?“
- 2023: „Who Owns the Truth? – Wem gehört die Wahrheit?“
- 2024: „HOPE – who will turn the tide“
- 2025: „PANIC – yes/no“